# كسارة البندق والعوالم الأربعة
كسارة البندق والعوالم الأربعة فيلم فنتازيا من إخراج لاسي هالستروم، مقتبس من رواية كسارة البندق وملك الفئران للكاتب إرنست هوفمان ومسرحية كسارة البندق للموسيقي بيتر إليتش تشايكوفسكي. الفيلم من بطولة كيرا نايتلي ومكانزي فوي وهيلين ميرين ومورغان فريمان. ومن إنتاج أفلام والت ديزني سيصدر في 2 نوفمبر 2018.

## القصة
فتاة شابة تنتقل إلى عالم خيالي مليء بجنود من خبز الزنجبيل وجيش من الفئران. في عشية عيد الميلاد في لندن الفيكتورية، قدم بنجامين ستالباوم لأطفاله لويز وكلارا وفريتز الهدايا التي خصصتها لهم ماري قبل وفاتها. تتلقى كلارا صندوقًا على شكل بيضة لا يمكنها فتحه، مع ملاحظة تقول «كل ما تحتاجه موجود بالداخل». تذهب العائلة إلى حفلة ليلة عيد الميلاد، يستضيفها عراب الأطفال والمهندس الماهر دروسيلماير. تسأل كلارا Drosselmeyer كيف تفتح بيضتها. يكشف أنه صنع البيضة لماري عندما كانت أصغر.
يوبخها بنيامين لرفضها الرقص معه، ويهينان بعضهما البعض. تجد كلارا خيطًا مكتوبًا عليه اسمها، مما يدل على هديتها، وتتبعها إلى غابة في عالم موازٍ حيث ترى مفتاحًا. قبل أن تتمكن من الإمساك بها، ينتزعها فأر ويعبر نهرًا متجمدًا. يقود الكابتن فيليب هوفمان، كسارة البندق، كلارا عبر الجسر إلى العالم الرابع، حيث بالكاد يهربون من ملك الفأر والأم جينجر، وصية المملكة الرابعة. أحضر الكابتن فيليب كلارا إلى القصر، حيث تلتقي بحكام كل أرض: جنية شوغر بلوم في أرض الحلويات؛ قشعريرة أرض الثلج، وهاوثورن من أرض الزهور. يخبرون كلارا أنهم في حالة حرب مع أرض الملاهي، والتي يسمونها «المملكة الرابعة». تم الكشف أيضًا عن أن ماري كانت الملكة المحبوبة لهذه الأرض السحرية، وبالتالي فإن كلارا هي الأميرة.
توضح جنية السكر البرقوق أن ماري أنشأت هذا العالم عندما كانت فتاة صغيرة، وأنها حركت الجميع بآلة يمكنها تحويل الألعاب إلى أناس حقيقيين. يقول البرقوق السكر إن هذه الآلة يمكن استخدامها للدفاع عن العوالم الثلاثة ضد الأم الزنجبيل، لكنها تحتاج إلى مفتاح يطابق مفتاح بيضة كلارا. يتسلل كلارا وفيليب إلى العالم الرابع، ويسرقان المفتاح من الأم جينجر (متجاهلين تحذيرها بأن برقوق السكر يكذب عليهم)، لكن كلارا تشعر بخيبة أمل لاكتشاف أن البيضة ليست سوى صندوق موسيقى.
يستخدم البرقوق السكر الآلة لإحياء جنود اللعبة ويأمرهم بمهاجمة العالم الرابع. ثم كشفت أنها كذبت بشأن الأم الزنجبيل، التي قاومت خطة البرقوق السكر للاستيلاء على جميع العوالم الأربعة انتقامًا لتخلي ماري عن تصورها، وأن الآلة يمكنها تحويل سكان هذا العالم إلى ألعاب أيضًا. تسجن كلارا والكابتن فيليب والوصياء الذكور.
تفتح كلارا صندوق الموسيقى الخاص بها على شكل بيضة مرة أخرى وتكتشف مرآة توضح أن كل ما تحتاجه هو نفسها. هربت هي والسجناء الآخرون. تظهر إحدى فئران الأم جينجر كلارا في غرفة المحرك، ويقنع الكابتن فيليب الأم جينجر بالمساعدة في الإطاحة بشوجر بلام. تغلق كلارا الآلة بينما تقاتل الجنود بمساعدة الأم جينجر. تحاول البرقوق السكر إعادة الأم جينجر إلى لعبة، لكن كلارا تتلاعب بالماكينة، لذا فهي تستهدف البرقوق السكر عند تنشيطها، مما يحول ظهرها إلى دمية من البورسلين ويجعل جيشها بأكمله بلا حياة.
تم شكره على استعادة السلام بين العوالم وتدمير البرقوق السكر، ووعد كلارا بزيارة العوالم في المستقبل. بعد أن ودعت فيليب، عادت إلى لندن، حيث لم يمر الوقت منذ مغادرتها. تعتذر هي وبنيامين لبعضهما البعض وقررت أخيرًا الرقص معه. وافق، وفتحت كلارا صندوق الموسيقى الخاص بها. يكشف بنيامين أن الموسيقى كانت أول أغنية يرقص عليها هو وماري. يرقصون طوال الليل في القاعة.

## طاقم العمل
- مكانزي فوي بدور Princess Clara [11] Stahlbaum ، فتاة صغيرة تسافر إلى العوالم الأربعة، تبحث عن مفتاح هدية من وقت متأخر الأم ماري.
- جايدن فوورا نايت بدور الكابتن فيليب هوفمان، كسارة البندق التي تساعد كلارا في رحلتها.
- كيرا نايتلي مثل جنية السكر البرقوق، وصي على أرض الحلويات.
- هيلين ميرين بدور الأم جينجر، الوصي على أرض الملاهي (المعروف أيضًا باسم العالم الرابع).
- مورغان فريمان دور Drosselmeyer، الأب الروحي لكلارا، مهندس ماهر، الذي قدم لها هدية سحرية كانت ملكًا لوالدتها.
- أوجينيو ديربيز في دور هوثورن، وصي على أرض الزهور.
- ميستي كوبلاند بدور أميرة راقصة الباليه، راقصة موهوبة في العوالم الأربعة الغامضة.
- ماثيو ماكفادين بدور بنيامين ستالباوم، والد كلارا وأرمل بعد وفاة زوجته ماري.
- إيلي بامبر بدور لويز ستالباوم، أخت كلارا الكبرى.
- توم سويت بدور فريتز ستالباوم، الأخ الأصغر لكلارا.
- جاك وايتهول بدور هارليكوين، حارس في قصر العوالم الأربعة.
- أوميد جليلي في دور فارس، حارس آخر في قصر العوالم الأربعة ومجموعة هارلكين.
- ميرا سيال في دور طباخة Stahlbaum، عضوة في عائلة Stahlbaum.
- ماكس ويستفول في دور فلاور كافاليير
- آرون سيمث في دور سنو كافاليير

## روابط خارجية
- كسارة البندق والعوالم الأربعة على موقع IMDb (الإنجليزية)
- كسارة البندق والعوالم الأربعة على موقع ميتاكريتيك (الإنجليزية)
- كسارة البندق والعوالم الأربعة على موقع روتن توميتوز (الإنجليزية)
- كسارة البندق والعوالم الأربعة على موقع ألو سيني (الفرنسية)
- كسارة البندق والعوالم الأربعة على موقع بوكس أوفيس موجو (الإنجليزية)
- كسارة البندق والعوالم الأربعة على موقع فيلمافينيتي (الإسبانية)
- كسارة البندق والعوالم الأربعة على موقع قاعدة بيانات الفيلم (الإنجليزية)
- كسارة البندق والعوالم الأربعة على موقع ليتربوكسد (الإنجليزية)
- كسارة البندق والعوالم الأربعة على موقع كينوبويسك (الروسية)